# Andrzej Komorowski
Andrzej Komorowski FSSP (* 19. října 1975, Lomže) je polský katolický kněz, asistent generálního představeného FSSP (od 2024, funkci zastával již v letech 2012–2018). V letech 2018–2024 byl čtvrtým generálním představeným FSSP.

## Život
Narodil se v Lomži v roce 1975, vystudoval ekonomii na univerzitě v Poznani. V roce 1999 zahájil studia na mezinárodním kněžském semináři FSSP v bavorském Wigratzbadu, kněžské svěcení mu v roce 2006 udělil kardinál Medina Estévez.
Jako kněz působil v Polsku, Belgii a Nizozemsku. V roce 2012 byl na generální kapitule zvolen asistentem generálního představeného Johna Berga, jako asistent plnil funkci ekonoma FSSP a zároveň působil jako kněz ve frankofonní části Švýcarska. 9. července 2018 byl na generální kapitule v semináři FSSP v Dentonu zvolen čtvrtým generálním představeným FSSP.